# Biamperometrie
Biamperometrie is een elektrochemische eindpuntsmethode bij titraties. Deze techniek valt onder de elektroanalyse.

## Etymologie
Bi : twee
amperio : stroomsterkte
metrie : meten
In deze methode wordt dus de stroomsterkte gemeten waarbij twee elektrodes belangrijk zijn.

## Principe
Voorbeeld: 
Als voorbeeld wordt gebruikgemaakt van een oplossing waarin zowel Fe2+ als Fe3+ aanwezig zijn. Worden twee inerte elektrodes in de oplossing geplaatst dan zullen beide elektrodes volgens de wet van Nernst dezelfde potentiaal krijgen. Er zal dan geen stroom lopen.
Door met een spanningsbron een klein potentiaalverschil tussen de elektrodes op te bouwen zal de ene elektrode iets positiever worden dan volgens de wet van Nernst zou moeten, de andere elektrode wordt iets negatiever.
De oplossing zal reageren door de potentiaal van beide elektrodes weer op de Nernst-waarde te brengen door :
- aan de te positieve elektrode elektronen af te staan, Fe2+ (de reductor) gaat over in Fe3+
- aan de te negatieve elektrode elektronen op te nemen, Fe3+ (de oxidator) gaat over in Fe2+

De spanningsbron herstelt het potentiaalverschil weer naar zijn waarde, waardoor de elektrodes toch weer een van de Nernst-waarde afwijkende potentiaal krijgen, maar daarvoor moeten elektronen verplaatst worden: er loopt stroom.

## Grootte van de stroom
De grootte van de gemeten stroom zal afhangen van een aantal factoren :
- de snelheid van de reactie aan de te positieve elektrode, de anode. Er zal gelden dat de concentratie Fe2+ een rol speelt. Als er veel Fe2+ aanwezig is zal de reactie sneller gaan dan als er weinig is. Ook de afwijking van de Nernst-waarde zal een rol spelen. Bovendien is er ook een specifiek voor de reactie  Fe2+ → Fe3+ + e− geldende constante. In formulevorm:

Ianode ~ K * ΔE * [Fe2+]
- de snelheid van de reactie aan de te negatieve elektrode, de kathode. Op analoge wijze als voor de anode is voor de kathode te beredeneren dat:

Ikathode ~ K * ΔE * [Fe3+]
- De stroomsterkte zal aan beide elektroden gelijk zijn zodat deze twee vergelijkingen zijn te combineren tot:

I = C * ΔE * [Fe3+] * [Fe2+]
- of algemener:

I = C * ΔE * [oxidator] * [reductor]
waarin C een constante is die van de reactie afhangt.
Voor het lopen van een stroom is het noodzakelijk dat zowel de oxidator als de reductor van hetzelfde redoxkoppel beide opgelost voorkomen in de oplossing.

## Snelle en trage koppels
De grootte van de constante is voor elk redoxkoppel uniek, maar is praktisch in twee grote groepen te verdelen.
- De eerste groep wordt gevormd door de eenvoudige ionen van metalen die in meerdere valenties kunnen voorkomen en halogeen/halogenide mengsels.  De overdracht van een elektron van het ion naar de elektrode of omgekeerd verloopt makkelijk en snel. Men spreekt van een snel redoxkoppel of van een reversibel redoxkoppel. Voorbeelden zijn:
  - Fe2+ / Fe3+
  - Sn2+ / Sn4+
  - de koppels van de halogenen met hun eigen halogenide.
- Voor de tweede groep redoxkoppels geldt ook dat zowel oxidator als reductor beide goed oplosbaar zijn, maar (vaak de oxidator) is een samengesteld ion. Voor het koppel permanganaat/mangaan(II) geldt dat zowel MnO4− als Mn2+ goed oplosbaar zijn. Ook de opname van elektronen door permanganaat verloopt snel. De omgekeerde reactie, het afstaan van elektronen is een traag proces. De overdracht van elektronen van het ion naar de elektrode verloopt moeizaam en traag. Men spreekt van een traag redoxkoppel of van een irreversibel redoxkoppel.  Voorbeelden zijn:
  - MnO4− / Mn2+
  - Cr2MnO72− / Cr3+
  - S4O62− / S2O32− (hier vormt de reductie de snelheidsbepalende stap)

## Toepassing

### Jodide met broom
Biamperometrie wordt toegepast als eindpuntsmethode voor titraties. Als voorbeeld: Jodide met broom. Na toevoegen van de eerste hoeveelheid broom (die direct met jodide reageert tot jood en bromide) is er een jood/jodide-oplossing en kan er stroom geleid worden. In het equivalentiepunt is alle jodide op en omgezet in jood. Het joodkoppel kan dan dus geen stroom geleiden. Van het broomkoppel is alleen bromide aanwezig, zodat ook dit koppel geen stroom kan geleiden. Pas na passeren van het equivalentiepunt is er broom waardoor weer stroomdoorgang optreedt. Het equivalentiepunt wordt gevormd door een minimum in de stroom / volumecurve.

### Karl Fischer waterbepaling
In de waterbepaling volgens Karl Fischer wordt biamperometrie vaak als eindpuntmethode gebruikt. Er wordt I2 toegevoegd aan een oplossing die een zwavel(IV) verbinding bevat. Zolang er water aanwezig is kan deze omgezet worden in een zwavel(VI)verbinding. Nadat het laatste water is verbruikt blijft I2 over. Voor het equivalentiepunt is sprake van een traag redoxkoppel en geen stroom, na het equivalentiepunt is een snel redoxkoppel aanwezig en loopt er wel stroom.